# Danny Rose
Daniel „Danny“ Lee Rose (* 2. Juli 1990 in Doncaster) ist ein englischer Fußballspieler, der zuletzt beim FC Watford unter Vertrag stand.

## Karriere

### Verein
Rose lernte das Fußballspielen in der Jugendakademie von Leeds United und wechselte am 25. Juli 2007 für eine Million Pfund Ablöse zu Tottenham Hotspur. Im März 2009 wurde er zum FC Watford ausgeliehen und gab dort am 4. April sein Profidebüt im Spiel gegen die Doncaster Rovers. Im Juni 2009 wurde er für die U-21-Europameisterschaft in die englische U-21-Auswahl berufen und kam während des Turnierverlaufs zu einem Einsatz.
Nach seiner Rückkehr nach Tottenham wurde er erneut ausgeliehen. Ab September 2009 spielte er für Peterborough United, nachdem Sir Alex Ferguson ihn seinem Sohn Darren, der in Peterborough tätig war, empfohlen hatte. Ursprünglich sollte Rose bis Januar 2010 in Peterborough bleiben, kehrte jedoch bereits im November nach Tottenham zurück. Am 14. April 2010 kam er erstmals in der Premier-League-Mannschaft zum Einsatz und erzielte den spektakulären Siegtreffer zum 2:1 gegen Arsenal London.
Um mehr Spielpraxis zu sammeln wurde Rose im September 2010 an Bristol City ausgeliehen. Tottenham sicherte sich die Option, die Leihe nach den ersten 28 Tagen jederzeit beenden zu können. Im Februar 2011 kehrte Rose zu Tottenham zurück.
Am 31. August 2012 wurde Rose für die Saison 2012/13 an den AFC Sunderland verliehen. Nach 27 Spielen und einem Tor kehrte Danny Rose wieder zu Tottenham zurück.
Ablösefrei schloss sich Rose im Juni 2021 per Zweijahresvertrag dem Ex-Klub aus Watford an.

### Nationalmannschaft
Mit Ausnahme der U-20 durchlief Rose sämtliche Juniorennationalmannschaften Englands. Für die englische U-21-Nationalmannschaft bestritt er insgesamt 28 Partien und erzielte drei Treffer. Er nahm an den U-21-Europameisterschaften 2009 und 2011 teil und wurde beim Turnier in Schweden 2009 Vize-Europameister.
Bei Olympia 2012 in London gehörte er zum Team GB und kam zu drei Einsätzen beim olympischen Fußballturnier, davon einer von Beginn an.
Am 26. März 2016 kam er in Berlin beim 3:2 gegen Weltmeister Deutschland zu seinem ersten A-Länderspiel und stand dabei in der Startelf.
Bei der Fußball-Europameisterschaft 2016 in Frankreich wurde er in das Aufgebot Englands aufgenommen. Er war Stammspieler und blieb nur im dritten Gruppenspiel gegen die Slowakei auf der Bank. Im Achtelfinale schied er mit dem Team gegen Island aus.
Auch bei der Fußball-Weltmeisterschaft 2018 gehörte Rose zum englischen Kader, war hinter Ashley Young allerdings nur zweite Wahl auf der linken Außenbahn und fungierte größtenteils als Einwechselspieler. Lediglich im letzten Gruppenspiel gegen Belgien und im Spiel um Platz 3 – abermals gegen Belgien – stand er in der Startelf. Sein bisher letztes Länderspiel bestritt Rose am 11. Oktober 2019 in der EM-Qualifikation bei der 1:2-Niederlage gegen Tschechien.